# Lunano
Lunano (Lunèn in dialetto gallo-piceno) è un comune italiano di 1 433 abitanti della provincia di Pesaro e Urbino nelle Marche. Fa parte della regione storico-geografica del Montefeltro.

## Geografia fisica
Si trova nell'alta valle del Foglia. Punto di partenza per i sentieri che vanno verso il monte Croce o verso il Parco naturale del Sasso Simone e Simoncello. In prossimità si possono trovano laghi in cui è praticata la pesca sportiva. Il comune fa parte dell'Unione montana del Montefeltro.

## Storia
Le prime notizie sul castello, di proprietà della famiglia Ubaldini, risalgono al duecento. Passò poi ai Brancaleone, signori della Massa Trabaria, spodestati nel 1358 dal cardinale Albornoz e riconfermati da Bonifacio IX nel 1392. Nel 1424 passò ai Montefeltro di Urbino e, insieme al ducato, passò alla Chiesa nel 1631, per entrare poi a far parte del Regno d'Italia,

### Simboli
Lo stemma e il gonfalone sono stati concessi con DPR del 9 ottobre 1981.
Il gonfalone è un drappo partito di bianco e di azzurro.

## Monumenti e luoghi d'interesse
L'edificio più importante è il Convento francescano del Monte Illuminato, che si trova sopra una collina a 451 m s.l.m.
Lo stesso San Francesco passò di qui nel 1213 e avrebbe compiuto il miracolo di ridonare la vista ad un giovane cieco bagnandogli gli occhi con l'acqua attinta dal pozzo che ancor oggi si trova nella corte.
Nella chiesa annessa, con torre campanaria si trovano interessanti reperti e testimonianze storiche sul convento ed un quadro raffigurante San Francesco in adorazione della Vergine con Bambino, attribuito al pittore Carlo Maratta.
Una targa posta nella piazza centrale ricorda il passaggio di Giuseppe Garibaldi.

## Società

### Evoluzione demografica
Abitanti censiti

### Etnie e minoranze straniere
Secondo i dati ISTAT al 1º gennaio 2023 la popolazione straniera residente era di 192 persone e rappresentava il 13,5% della popolazione residente. Le comunità straniere più numerose (con percentuale sul totale della popolazione straniera) erano:
1. Senegal, 51 (26,56%)
2. Romania, 34 (17,71%)
3. Marocco, 18 (9,38%)
4. Macedonia del Nord, 15 (7,81%)
5. Albania, 15 (7,81%)
6. Polonia, 15 (7,81%)
7. Nigeria, 10 (5,21%)

## Cultura

### La Banda Musicale
Nel 2012 il Comune di Lunano decise di istituire la Banda Musicale Altofoglia, adottando come maestro Luciano Gianbartolomei. 

### Eventi
La Festa della Castagna, sagra nella quale vengono gustate le caldarroste, prodotto tipico delle colline lunanesi, si svolge nel fine settimana della terza domenica di ottobre ed è giunta nell'edizione 2023 (13-14-15 ottobre) alla 51ª edizione. È organizzata dalla Pro-Loco di Lunano, e porta ogni anno nel paesino marchigiano diverse migliaia di persone.

## Amministrazione
| Periodo          | Periodo          | Primo cittadino     | Partito                       | Carica                  | Note  |
| ---------------- | ---------------- | ------------------- | ----------------------------- | ----------------------- | ----- |
| 12 giugno 1985   | 12 febbraio 1990 | Adello Giannini     | Democrazia Cristiana          | Sindaco                 | [ 9 ] |
| 12 febbraio 1990 | 19 maggio 1990   | Paolo De Biagi      |                               | Commissario prefettizio | [ 9 ] |
| 19 maggio 1990   | 24 aprile 1995   | Tonino Salvatori    | Partito Socialista Italiano   | Sindaco                 | [ 9 ] |
| 24 aprile 1995   | 14 giugno 1999   | Tonino Salvatori    | Centro-sinistra               | Sindaco                 | [ 9 ] |
| 14 giugno 1999   | 13 giugno 2004   | Tonino Salvatori    | Centro-sinistra               | Sindaco                 | [ 9 ] |
| 13 giugno 2004   | 8 giugno 2009    | Massimo Grandicelli | Alleanza democratica          | Sindaco                 | [ 9 ] |
| 8 giugno 2009    | 26 maggio 2014   | Claudio Ceregini    | Alleanza cittadina per Lunano | Sindaco                 | [ 9 ] |
| 26 maggio 2014   | 27 maggio 2019   | Mauro Dini          | Alleanza cittadina            | Sindaco                 | [ 9 ] |
| 27 maggio 2019   | 10 giugno 2024   | Mauro Dini          | Alleanza cittadina per Lunano | Sindaco                 | [ 9 ] |
| 10 giugno 2024   | in carica        | Mauro Dini          | Alleanza cittadina per Lunano | Sindaco                 | [ 9 ] |

## Sport

### Calcio
Il Lunano Calcio, nella stagione 2024-2025, milita nel campionato 2024-2025 di Promozione, dopo aver vinto nella stagione 2023-2024 il girone A di Prima Categoria. La società è stata fondata nel 1967 e i suoi colori sociali sono il bianco e il verde. Nella sua bacheca raffigurano due titoli di Prima Categoria (1986-1987, 2023-2024) e quattro di Seconda Categoria (1978-1979, 2001-2002, 2005-2006, 2014-2015).